# Otavalo
Otavalo, también conocida como San Luis de Otavalo, es una ciudad ecuatoriana; cabecera cantonal del Cantón Otavalo, así como la segunda urbe más grande y poblada de la Provincia de Imbabura. Se localiza al norte de la Región interandina del Ecuador, en la hoya del río Chota, atravesada por el río Tejar, a una altitud de 2550 m s. n. m. y con un clima andino de 16 °C en promedio.
Es llamada "Capital Intercultural del Ecuador" por su riqueza cultural e histórica, y por ser el lugar de origen del pueblo quichua de los otavalos, famosos por su habilidad textil y comercial, características que han dado lugar al mercado artesanal indígena más grande de Sudamérica, llamado "La Plaza de Ponchos". En el censo de 2022 tenía una población de 41.718 habitantes, lo que la convierte en la trigésima séptima ciudad más poblada del país. Forma parte de la área metropolitana de Ibarra, pues su actividad económica, social y comercial está fuertemente ligada a Ibarra, siendo "ciudad dormitorio" para miles de personas que se trasladan a Ibarra por vía terrestre. El conglomerado alberga a más de 280.000 habitantes.
Sus orígenes datan del siglo XVI, siendo una de las ciudades más importantes de la época colonial, hasta la creación de la Provincia de Imbabura, debido a la designación de Ibarra como capital. Es uno de los más importantes centros administrativos, económicos, financieros y comerciales de Imbabura. Las actividades económicas principales de la ciudad son el comercio, la agricultura, la ganadería, y el turismo.

## Toponimia

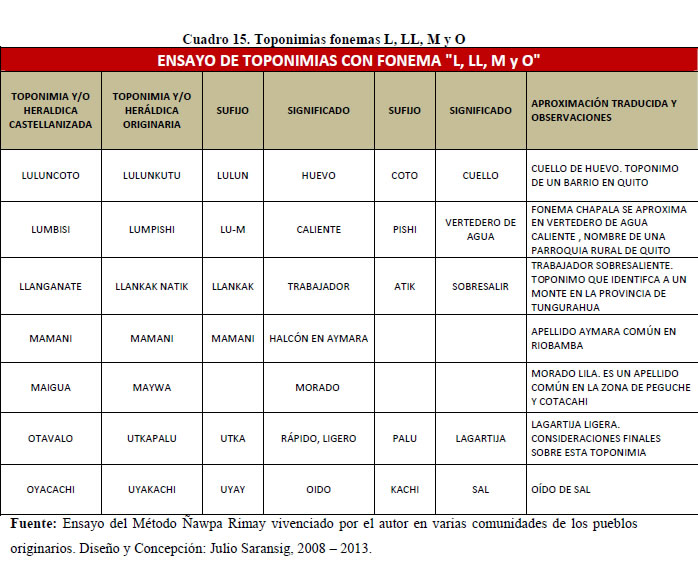
Toponimias con fonema O

En base al idioma Chaima (Caribe-Antillano) Otavalo provendría de OTO-VA-L-O que significa "lugar de los antepasados". Si lo vemos desde el idioma Pansaleo OTAGUALÓ, GUALÓ o TAGUALO se interpretaría como "casa". Con el fundamento del idioma Chibcha OTEGUA-LO daría el significado "en lo alto grande laguna" , según el idioma de los indígenas de la zona se traduciría como "cobija de todos” y SARANCE como “pueblo que vive de pie”. Partiendo del antiguo shiripala, que es la mezcla de kichwa y chapala, Otavalo proviene de los sufijos UTKA-PALU y significaría “lagartija rápida”.

## Historia

### Historia prehispánica
La obra Los aborígenes de Imbabura y Panzaleo, de González Suárez sostiene que las tribus que poblaban Imbabura y una buena parte de lo que es hoy Ecuador, provienen de la rama antillana, procedente del mar Caribe, que llegaron a estas tierras a través de los ríos Marañón y Napo.
Por otra parte, Juan de Velasco defiende la tesis de que el hombre otavaleño proviene de poblaciones que migraron del Caribe y que llegaron a tierras altas de lagos y montañas atravesando la cordillera Occidental por el río Esmeraldas.
En cuanto al origen de las comunidades imbayas, sarances y otavaleña, se puede afirmar que en un momento de la migración, fueron interactuando grupos de cazadores-recolectores, por la necesidad de subsistir, lo que generó un conocimiento del medio, de las plantas y de los animales a tal punto que desarrollaron sistemas de agricultura, de irrigación, domesticación de animales y, de manera lenta y paulatina, empezaron a producir ricas expresiones artesanales, alcanzando niveles elevados de organización y de producción.
Estas formas de organización de los imbayas, sarances y en especial las de los otavaleños, fueron codiciadas por los incas, quienes —comandados por Túpac-Yupanqui—, avanzaron hacia Atuntaqui, Cayambe y Otavalo, para dominarlos, cosa que no fue fácil, ya que Hualcopo y Caranqui, junto con caciques de Cayambe y Otavalo, organizaron una resistencia inquebrantable que duró aproximadamente 17 años.

### Conquista española

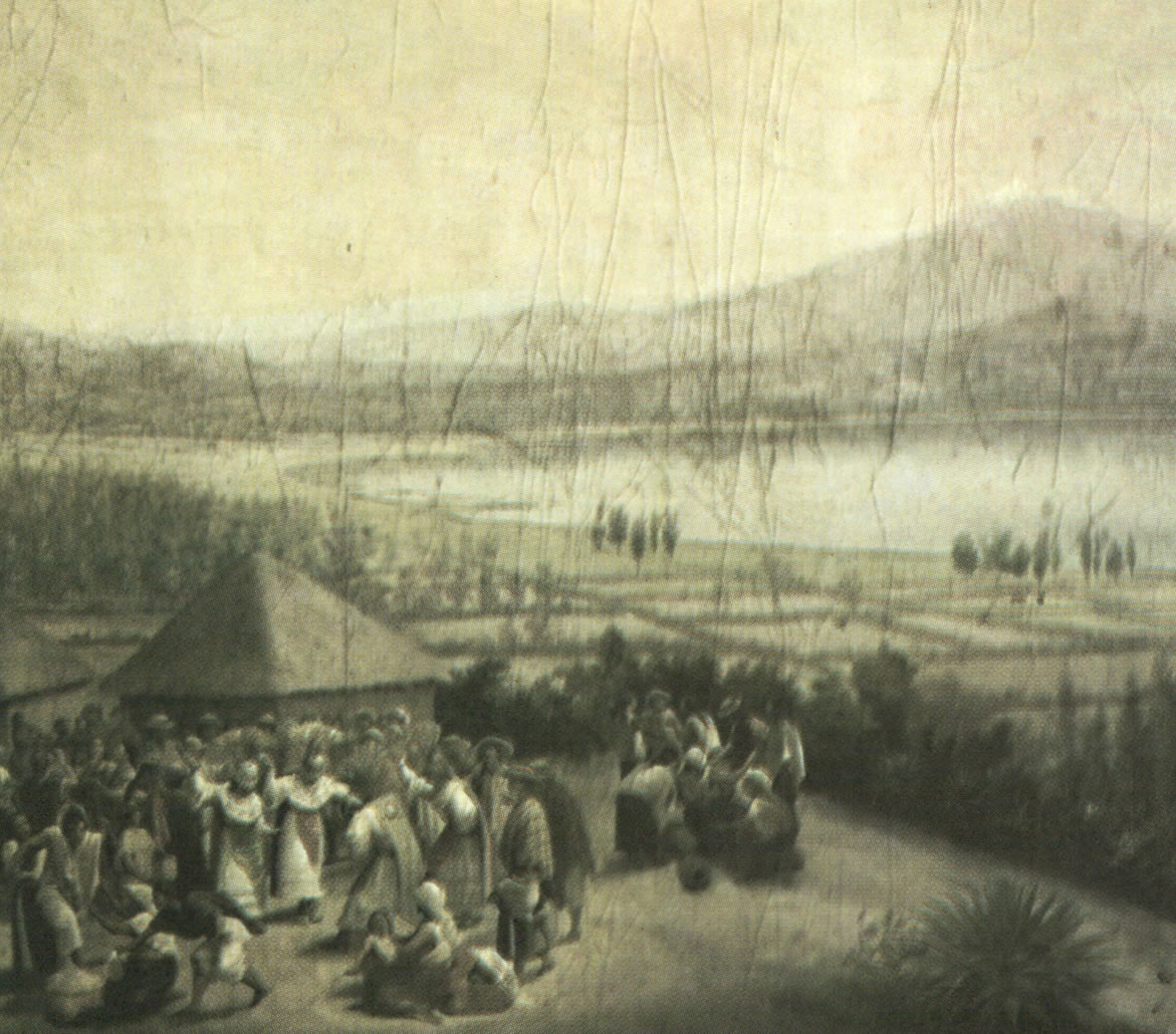
Asentamiento ancestral de Otavalo en la actual Lago San Pablo.

Después de las guerras incásicas llegó la conquista española, donde organizaciones indígenas de Cayambe, coordinadas y dirigidas por los caciques Píntag y Nazacota Puento, debilitaron las agresiones de los invasores.
Se puso como límites: al norte, la provincia de Pasto, al sur, el río Pisque, al oriente, San Miguel de Sucumbíos y el territorio de los mocoas y por el occidente, la antigua provincia de Atacames, hasta la unión de los ríos Guayllabamba y Llumiragua. Juan de Velasco, en su obra Historia del Reino de Quito en la América Meridional, menciona que "No se ha hecho en este distrito más fundación española que la del asiento de Otavalo en la misma ciudad indiana que tomó ese nombre de sus caciques. Comenzó a fundarlo su primer Encomendero, el año de 1534[...]".
Hay que anotar que tanto los incas como los españoles querían conquistar comunidades productivas y organizadas, es así como Otavalo fue vista como una fuente de riqueza, por su agricultura y por el desarrollo artesanal.

### Origen del asentamiento de Otavalo.
Los primeros asentamientos de Otavalo se dieron en las orillas del Lago San Pablo en las parroquias actuales de San Rafael de la Laguna, San Pablo del Lago y Gonzáles Suárez, prueba de ello podemos encontrar diferentes vestigios arqueológicos y arquitectónicos; como: vasijas, monolitos tallados, tolas, etc.
Otavalo para llegar a su ubicación actual pasó por un proceso de reubicación en más de una ocasión, pero para entender porque ocurrió aquello es necesario empezar esta historia desde los orígenes de Otavalo, Es ampliamente difundida la relación de Otavalo y de Sarance como un solo pueblo, sin embargo las nuevas investigaciones de estudiosos como Chantal Caillavet o Julio Saransig nos dan un planteamiento mucho más profundo para entender los orígenes de la ciudad.
Como se mencionó los primeros asentamientos se dieron a orillas del Lago San Pablo específicamente en sectores que hoy se conocen como Caluquí en Gonzáles Suárez y Villagrampugro en San Rafael, Otavalo es traducido muy comúnmente como cobija de Todos, sin embargo en el año 1534 los españoles y sus crónicas mencionan a Otapalu como un cacique de gran influencia, inclusive en una de las crónicas de 1548 se menciona que dicho personaje fue bautizado con el nombre de Alonso Otavalango, “ango” término cuyo sentido equivale al de “señor” (AGI/S Cámara 922, 3.ª pieza: f.152r y 236r) y en 1579 un testigo español menciona a un indio principal cacique y señor del pueblo de Otavalo, a Don Alonso Otavalango. (AGI/S Cámara 922ª, 3.ª pieza: f. 475v).

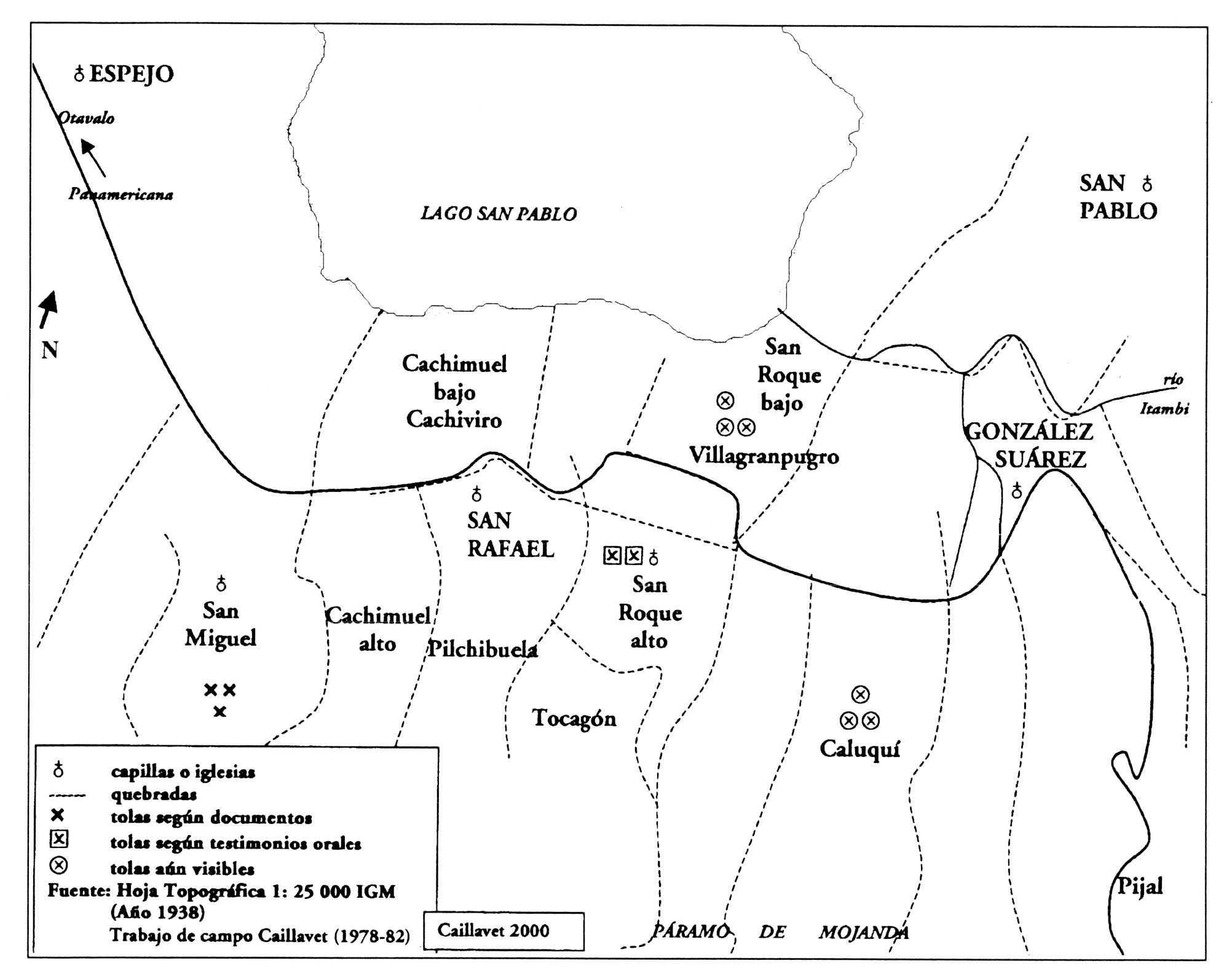
Primeros asentamientos de Otavalo en el actual Lago San Pablo

Es cierto que el término “Otavalo” designa una provincia o un repartimiento, esto explica en parte la confusión con el término de Sarance, ya que algunos autores consideran que Sarance designa al pueblo de Otavalo y “Otavalo” a la provincia, pero si leemos con escrupulosa atención las fuentes coloniales, vemos que Otavalo designa también un lugar preciso, según crónicas del 1633 dice textualmente, “como es uso entre los naturales cada uno tiene puesto su nombre a las tierras que le pertenecen”, de aquí podemos saber que Otavalo era un pueblo y Sarance era otro, ambos liderados por caciques de importancia, Otavalo estaba ubicado en las orillas del actual Lago San Pablo (Impa-kucha) y Sarance (Tsaracen-Sik “Saransig”) en la actual ubicación de la ciudad.
En 1573 por orden del Virrey Toledo (1569-1581) se emprende el programa de “reducciones”, es así que se manda a reducir a los poblados originarios de Otavalo, Caranque y Myra, para que los indígenas se redujeran a pueblos a manera de España (AGI/S Justici 682: f. 18r, 824v).
Según escritos del archivo general de Indias de Sevilla (1579) se menciona al clérigo Gerónimo de Cepeda quien solicita al padre Fray Juan de Toro otro sacerdote para que doctrinase el pueblo de Otavalo, diciendo “que este es el pueblo antiguo de donde salen y descienden los señores de la provincia de Otavalo por causa de que lo mandaban a despoblar y pasar al pueblo de San Pablo” (AGI/S Cámara 922ª, 3.ª pieza: f. 443v/444r) esta “reducción” y despoblamiento se llevó a cabo entre agosto de 1578 y noviembre de 1579 (AF/Q Legajo 6, Becerro Tomo I).
La reducción consistía en definir el territorio en una nueva división política, más fácil de manejar y controlar y el despoblamiento como su nombre lo indica consistía en sacar la población de algún lugar determinado, esta acción deliberada de la corona fue sobre todo para quitarle importancia al asentamiento originario ya que de ahí descendían los caciques y señores de Otavalo y la otra razón era que San Pablo al ser un pueblo español no tenía tanta importancia para los nativos  y tampoco estaba muy poblado, los nativos otavaleños preferían quedarse en el asentamiento originario, por lo que se decidió despoblar dicho asentamiento y llevar a esa gente hacia San Pablo.
El segundo traslado se da en el siglo XVII, donde Francisco de Toledo virrey de Lima dispone la planificación del nuevo pueblo, sin embargo solo el 5 de junio de 1673 se realiza el traslado de Otavalo hacia su ubicación actual, todo el corregimiento y la capital del mismo se pasó a llamar San Luis de Otavalo, esta vez el traslado de la ciudad se da por cuestiones de desarrollo, ya que el poblado de Saransig prestaba mejores condiciones para el desarrollo urbano, campos más extensos, un clima más cálido y varias afluentes de agua, a diferencia de las zonas pantanosas que dominaban las orillas del lago San Pablo, el suelo del poblado del valle de Saransig era mucho más factible para generar una ciudad.

### Historia contemporánea
Durante el período de supervivencia del Estado de Quito (1811-1812), Otavalo fue una de las ocho ciudades que enviaron su representante al Supremo Congreso que se instaló el 11 de octubre de 1811 en el Palacio Real de Quito; obteniendo la diputación el Dr. Manuel Guizaldo Palazuelos. De igual manera, durante este período la ciudad y sus alrededores fueron elevados a la categoría de Provincia. El 16 de noviembre de 1811 el Estado de Quito asciende al Corregimiento de Otavalo a la categoría de Villa, declarándola centro de operaciones militares contra la Nueva Granada. No obstante, las divisiones internas del Estado de Quito hicieron que los contingentes militares fueran paulatinamente aplacados por el ejército realista de Quito. Por esto, huyendo de la capital a fin de año, los insurgentes se refugiaron en las cercanías de Otavalo e Ibarra hasta ser plenamente derrotados en la batalla de Ibarra (1812). Repuesta la autoridad real por el presidente Toribio Montes en todo el Reino de Quito y tras jurarse la Constitución de Cádiz en Quito, se estableció en el antiguo asiento el Ayuntamiento constitucional de Otavalo, eligiéndose las autoridades el 21 de noviembre de 1813. La constitución y la pacificación de Montes evitó la reaparición de movimientos insurgentes en la región, pero desde el norte se violentó la región. 
El 16 de julio de 1823, Bolívar reúne a sus tropas en Otavalo, para enfrentar a Agustín de Agualango, comandante realista de Pasto, quién se sublevó el 12 de julio de 1823 y había vencido al coronel Juan José Flores. Concentrado el ejército libertador en Otavalo, realizó su maniobra por el paso de El Abra, al costado del volcán Imbabura. Y el 17 de julio de 1823, en sangrienta lucha efectuada en las calles de Ibarra, fueron aniquiladas las huestes de Agualongo.
El 27 de junio de 1824, Otavalo fue cantonizada mediante la Ley de División Territorial de Colombia por el general Francisco de Paula Santander.
El 31 de octubre de 1829, de regreso a Bogotá el Libertador Simón Bolívar pasó por última vez por el hermoso valle otavaleño, y como presintiendo que su despedida se aproximaba, galardonaba a un pueblo, entonces Villa, a la categoría de Ciudad seguramente como reconocimiento a que este pueblo y sus habitantes significaron para él, pasión y sinceridad, mediante el siguiente decreto:
Considerando que la villa de Otavalo es bastante populosa y que por su agricultura e industrias es susceptible de adelantamiento, he venido en decretar:
Artículo Único.- La Villa de Otavalo queda erigida en ciudad, y como tal gozará de todas las preeminencias de las demás ciudades de la misma clase.
El Secretario General se encargará de la ejecución de este decreto, cuyo original será archivado en la municipalidad respectiva. Dado, firmado de mi mano, sellado y refrendado en el Cuartel General de Otavalo a treinta y uno de octubre de mil ochocientos veinte y nueve décimo nono.
En la madrugada del 16 de agosto de 1868, la erupción del volcán Imbabura y el consiguiente terremoto devastó la ciudad, quedando solamente en pie el Puente de Peguche, El Molino y el baño del Socavón. El Presidente Dr. Javier Espinosa y Espinosa designó a García Moreno Jefe Civil y Militar de Imbabura para que proceda a la reconstrucción, enfrente al hambre, las necesidades y enfermedades.
Actualmente, Otavalo es uno de los puntos turísticos más visitados del Ecuador, comparable con Quito y las Islas Galápagos. En 2000, Mario Conejo Maldonado, fue elegido como el primer alcalde indígena de Otavalo y de algún municipio en la historia ecuatoriana. Fue reelecto en 2005, 2009 y 2019.

### Población histórica
El cuarto corregidor Sancho de Paz Ponce de León, describe el asentamiento de Otavalo en 1582, formado por 7 pueblos: Sarance, hoy Otavalo (pueblo principal), San Pablo de la Laguna, conocida por los indígenas como Imbacocha o Chicapán, Cotacache (hoy Cotacachi), Tontaqui (hoy Atuntaqui), Urcoquí (hoy Urcuquí), Las Salinas o Tumbabiro e Intag.
Por orden de la Corona española, el 2 de abril de 1582 se hace el censo de los asentamientos de Otavalo, con una población de 3100 indios viejos y casados, 2360 indios tributarios y 6 frailes.
La población de Otavalo fue diezmada primero por la invasión incásica, después por la conquista española (que a más de la guerra trajo consigo enfermedades como el sarampión, la viruela y el tabardete) y los trabajos forzados, que acabaron con la mayoría de indígenas.
Hay que anotar también la participación con 4.000 indios para la expedición al Río Amazonas en busca del mítico El Dorado (datos obtenidos de las actas escritas por el corregidor Sancho de Paz Ponce de León).
Según el libro El manejo del espacio en el Ecuador en 1779, se cita a Otavalo como la quinta ciudad que más contribuía a la Real Audiencia de Quito.

## Geografía

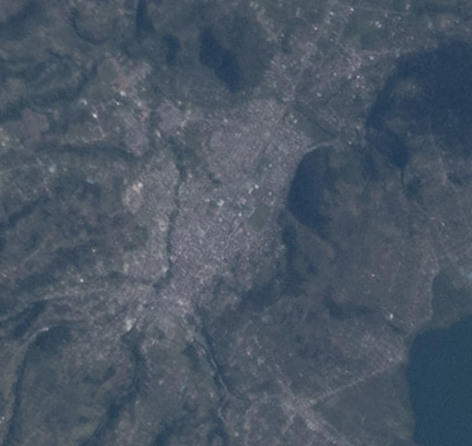
Vista aérea de la ciudad de Otavalo.

Ubicada en la zona norte de Ecuador, al sur de la Provincia de Imbabura. Se ubica a 95 km al noreste de Quito y 20 km al sur de Ibarra. Su clima es mediterráneo-templado seco o subandino de valles. Su temperatura oscila entre 12 y los 25 °C. Se encuentra a 4 km al sureste se encuentra el lago "San Pablo" y a 8 km al noreste está el volcán Imbabura.

## Política
Territorialmente, la ciudad de Otavalo está organizada en 2 parroquias urbanas, mientras que existen 9 parroquias rurales con las que complementa el aérea total del Cantón Otavalo. El término "parroquia" es usado en el Ecuador para referirse a territorios dentro de la división administrativa municipal.
La ciudad y el cantón Otavalo, al igual que las demás localidades ecuatorianas, se rige por una municipalidad según lo previsto en la Constitución de la República. El Gobierno Autónomo Descentralizado Municipal de Otavalo, es una entidad de gobierno seccional que administra el cantón de forma autónoma al gobierno central. La municipalidad está organizada por la separación de poderes de carácter ejecutivo representado por el alcalde, y otro de carácter legislativo conformado por los miembros del concejo cantonal.
La Municipalidad de Otavalo, se rige principalmente sobre la base de lo estipulado en los artículos 253 y 264 de la Constitución Política de la República y en la Ley de Régimen Municipal en sus artículos 1 y 16, que establece la autonomía funcional, económica y administrativa de la Entidad.

### Alcaldía

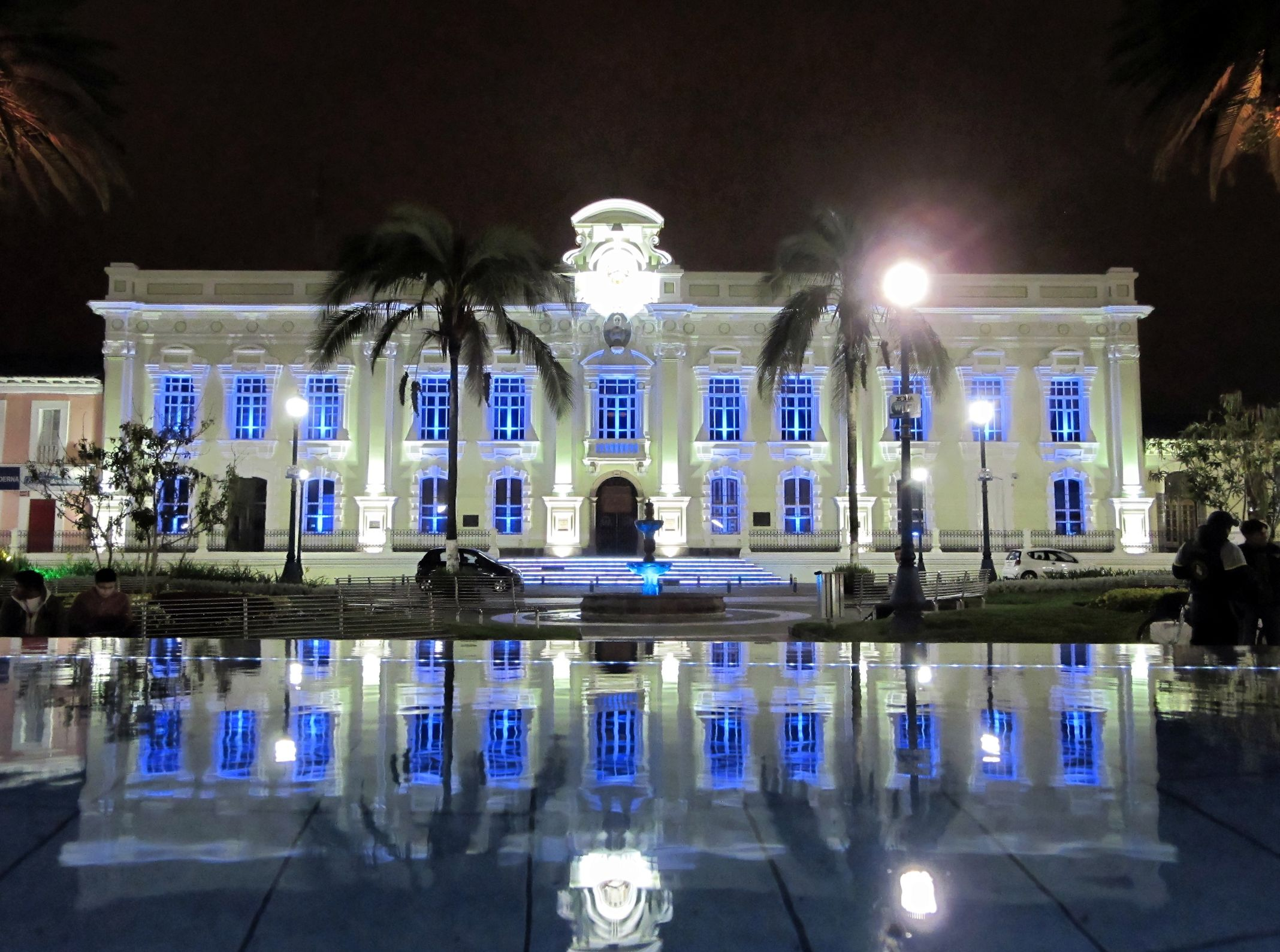
Municipio de Otavalo

El poder ejecutivo de la ciudad es desempeñado por un ciudadano con título de Alcalde del Cantón Otavalo, el cual es elegido por sufragio directo en una sola vuelta electoral, sin fórmulas o binomios en las elecciones municipales. El vicealcalde no es elegido de la misma manera, ya que una vez instalado el Concejo Cantonal se elegirá entre los ediles un encargado para aquel cargo. El alcalde y el vicealcalde duran cuatro años en sus funciones, y en el caso del alcalde, tiene la opción de reelección inmediata o sucesiva. El alcalde es el máximo representante de la municipalidad y tiene voto dirimente en el concejo cantonal, mientras que el vicealcalde realiza las funciones del alcalde de modo suplente mientras no pueda ejercer sus funciones el alcalde titular.
El alcalde cuenta con su propio gabinete de administración municipal mediante múltiples direcciones de nivel de asesoría, de apoyo y operativo. Los encargados de aquellas direcciones municipales son designados por el propio alcalde. Actualmente, la alcaldesa de Otavalo es Anabel Hermosa, elegida para el periodo 2023 - 2027.

### Concejo cantonal
El poder legislativo de la ciudad es ejercido por el Concejo Cantonal de Otavalo el cual es un pequeño parlamento unicameral que se constituye al igual que en los demás cantones mediante la disposición del artículo 253 de la Constitución Política Nacional. De acuerdo a lo establecido en la ley, la cantidad de miembros del concejo representa proporcionalmente a la población del cantón.
Otavalo posee 9 concejales, los cuales son elegidos mediante sufragio (Sistema D'Hondt) y duran en sus funciones cuatro años pudiendo ser reelegidos indefinidamente. De los nueve ediles, 5 representan a la población urbana mientras que 4 representan a las 9 parroquias rurales. El alcalde y el vicealcalde presiden el concejo en sus sesiones. Al recién instalarse el concejo cantonal por primera vez los miembros eligen de entre ellos un designado para el cargo de vicealcalde de la ciudad.

### División política
El cantón se divide en parroquias que pueden ser urbanas o rurales y son representadas por los Gobiernos Parroquiales ante la Alcaldía de Otavalo. La urbe tiene 11 parroquias:
- El Jordan
- Eugenio Espejo
- Gonzàles Suárez
- Ilumán: Parroquia donde se encuentran los sombreros hechos artesanalmente
- Miguel Egas Cabezas(Peguche): Parroquia de músicos, artesanos y artistas reconocidos a nivel nacional e internacional
- Pataqui
- Quichinche: Famoso por sus helados artesanales y sus cuyes asados
- San Luis
- San Pablo
- San Rafael
- Selva Alegre[8]

## Turismo

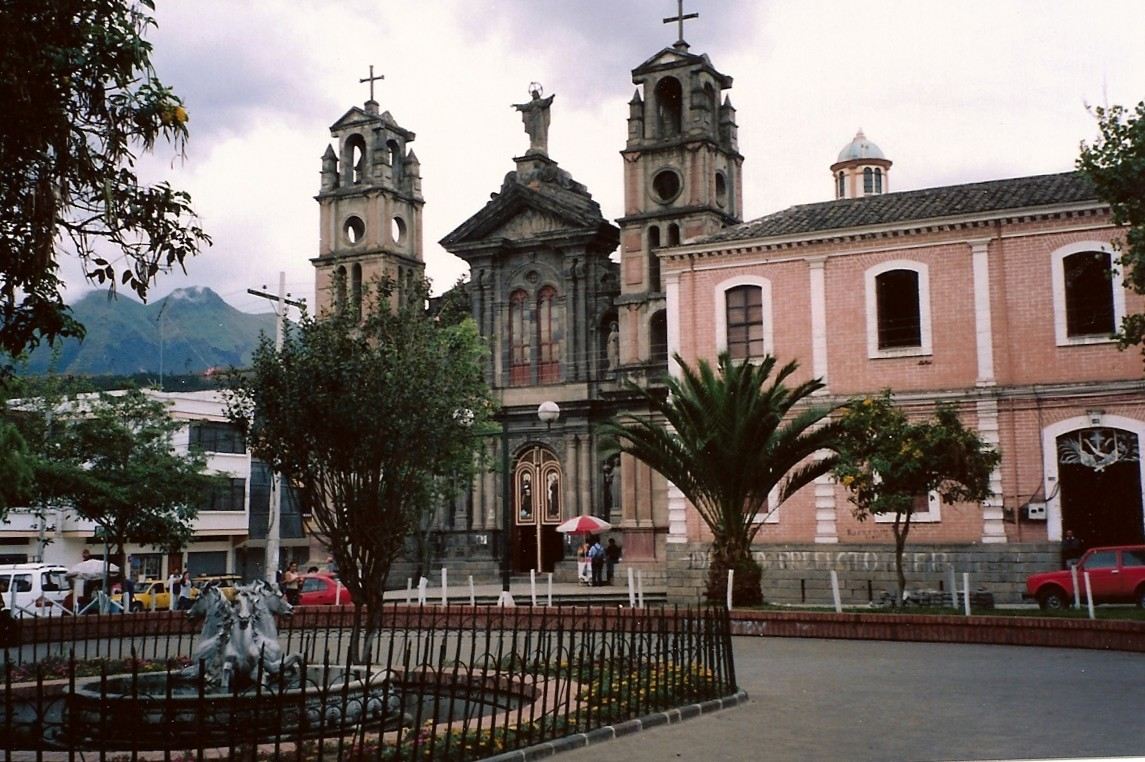
Iglesia Matriz de Otavalo

El turismo en una de las industrias más vitales de Otavalo y, en los últimos años, está en constante cambio. La ciudad se encuentra con una creciente reputación como destino turístico. A través de los años, Otavalo ha incrementado su oferta turística; actualmente, el índice turístico creció gracias a la campaña turística emprendida por el gobierno nacional, "All you need is Ecuador". El turismo de la ciudad se enfoca en su belleza natural y la interculturalidad. Otavalo es una zona turística muy visitada por personas de todo el mundo y de esta manera, los otavaleños, dan a conocer sus artesanías que llaman mucho la atención de quienes la visitan, de igual forma prevalece la raza étnica que ellos la constituyeron y se esfuerzan para que prevalezca tanto en la ciudad como en el extranjero. Entre los atractivos turísticos se destacan:
- Feria de Artesanías: La feria de artesanías de Otavalo es la más famoso del Ecuador. Aquí se ofrece desde los ponchos y tapices de lana hasta los sombreros de Panamá. Hay artesanías de casi todas las regiones, como por ejemplo: De Montecristi, Jipijapa y de Cuenca los lindos sombreros de Panamá. Los tejidos de lana los pueblos cercanos de Otavalo, de San Pablo, ropa de cuero de la Esperanza, cerámica de Cotacachi, artesanías de Salasaca, artículos de cocina y zapatos, etc. Aparte de la feria de artesanías, en la mañana, hay una feria de ganado. Los alrededores de Otavalo invitan a diferentes excursiones.

- La Cascada de Peguche: Es un hermoso sitio espiritual indígena al norte, muy cerca de Otavalo. Aquí puede disfrutar de una hermosa cascada dentro de su paisaje. La comunidad ofrece sus productos y artesanías en el centro turístico. A la excursión hacia la cascada hay cómo llevar niños.

- La Cascada de Taxopamba: La cascada de Taxopamba está ubicada a 6.4 km de la ciudad de Otavalo, vía a las lagunas de Mojanda. A una altitud de 2846 m s. n. m. y una temperatura promedio de 12 °C. Esta cascada está formada por 2 saltos, el primer salto es de 15 m, en donde forma un vado pequeño de 1 m y el segundo salto es de 10 m con un ancho de 1.50 m y forma un segundo vado de 8 m. Las aguas de esta cascada son transparentes y sin turbiedad; tiene una temperatura de 9 °C.

- El Lago San Pablo: El lago más grande de la provincia. Los indígenas salen a pescar temprano por la mañana en sus canoas de paja, y también toman un baño y lavan su ropa durante el día en sus aguas. El lago está rodeado de hosterías, fincas y restaurantes donde puede pasar uno o un par de días de puro entretenimiento y diversión. Puede también contratar los servicios de una barca que lo llevará alrededor del lago.

- Parque Acuático: En Araque una de las obras más esperadas es el parque acuático. Los lugareños aseguran que los fines de semana llegan al menos 100 personas. El número de turistas aumenta en feriados. Los moradores del sector no ven la hora de contar con este atractivo listo. Están seguros que se beneficiarán. Tienen la esperanza de fomentar el turismo en esta localidad. Al momento ya existe una red de mujeres que todos los domingos comercializa alimentos en el parque acuático. En especial las tilapias.

- Parque del Cóndor: En un lugar mágico, a la cumbre de Curiloma, con uno de los paisajes más imponentes de los Andes ecuatorianos, se encuentra este refugio de fauna y flora y el parque educativo, que es el hábitat del majestuoso cóndor de los Andes (Vultur gryphus) y de otros buitres. Solo a 4.5 km de Otavalo, se ubica el Parque del Cóndor. Este parque de 30 acres es dirigido por una fundación que se dedica al rescate de pájaros depredadores como halcones, águilas, buitres y búhos. El parque es único por varias razones. Está ubicado sobre una colina, llamada por la gente local "Pukara Alto", un centro energético desde los tiempos precolombinos, donde quedan ruinas de un templo religioso pre- Inca.

## Cultura
La «chicha yamor» o simplemente el «yamor» es una bebida alcohólica que se obtiene de la fermentación conjunta de 7 variedades de maíz que son el amarillo, blanco, negro, chulpi, canguil, morocho y la jora (maíz germinado); todo luego de un proceso de secado, molido y hervido. Además del maíz, en el hervido intervienen algunas plantas aromáticas de la zona.
Existen evidencias históricas recopiladas por Guamán Poma de Ayala, quien describe al «yamur aca» como una bebida especial que era preparada por acllaconas especialmente para el Inca. Por esta razón se cree que el término yamor llegó hasta el norte de Ecuador traído por los Incas.

### La fiesta del yamor
Es la fiesta al «yamor aka» o «chicha yamor», y es la principal fiesta en Otavalo; esta celebración se originó en tiempos prehispánicos y en su celebración interviene la chicha del yamor hecha sobre la base de 7 variedades de maíz, además de la gastronomía local representada en las tortillas de papa, la fritada y las empanadas.
Las fiestas del Yamor es una referencia cultural importante de Otavalo que nace a inicios de la década de los 50s como una iniciativa local de jóvenes que tuvieron por objetivo el reencuentro de amistades, familias y posteriormente de la comunidad otavaleña en general. Esta fiesta desde sus inicios tomó una dimensión cada vez más amplia, profunda y compleja donde se articuló el aspecto religioso, interétnico, intercultural lo cual fue la base para que con el tiempo crezca hasta consolidarse como una expresión de la identidad local, con proyección nacional e internacional de mucho valor y significación.

### Pawkar Raymi
Los pueblos kichwas del cantòn Otavalo entre ellas las comunidades de Peguche, Agato y Quinchuquì son pueblos que se han caracterizado por conservar y transmitir sus manifestaciones culturales por generaciones. Estas comunidades en particular en lo referente a la celebración del Pawkar Raymi como parte del impacto de la colonización y evangelización lo vinieron practicando con otros nombres en este caso como Carnaval, denominándose así como: Carnaval de Agato, Carnaval de Peguche. 
Esta realidad en Peguche desde hace 22 años ha venido retomando un sentido cultural con mayor identidad local y hasta andino reafirmando así su identidad cultural, llamándose esta celebración en la actualidad como: Pawkar Raymi. Esta misma celebración como parte de la reafirmación cultural otras comunidades aledañas lo vienen llamando como Mushuk Muru Raymi y Sisay Pacha entre otros.
La Celebración del Pawkar Raymi Peguche Tio como lo llaman se celebra en los meses de febrero y marzo coincidiendo con las fechas de las fiestas del carnaval. Consiste en la realización de actividades culturales, ceremoniales y deportivas. 

#### Actividades culturales
- El Festival andino de la música, en donde se ponen de manifiesto ritmos y música de muchos grupos de la región en especial sierra.
- El Runa Kay, una noche para fortalecer la identidad cultural, se re valora la indumentaria tradicional, la música y las danzas.
- Ferias gastronómicas parte de la soberanía alimentaria del pueblo kichwa Otavalo.

#### Ceremonias
El Tumarina, que es un ritual de purificación, prima la utilización del agua, las flores sagradas, espacios y un tiempo sagrado. Participan la familia nuclear y la familia ampliada y actualmente hasta los visitantes pasan a formar parte de éste ritual.
Esta celebración actualmente por el hecho de que aprovechando el invierno los kichwas Otavalos que se encuentran fuera del país retornan es llamado también como la fiesta del reencuentro.

## Economía
Otavalo es sede del mercado artesanal indígena más grande de Sudamérica y sus productos pueden encontrarse por todo el mundo, ya que la influencia de sus artesanías ha logrado salir fuera del país desde los años 80. Actualmente los otavaleños se encuentran por casi todos los continentes exponiendo sus artesanías, música y cultura, la mejor salida de trabajo para los otavaleños.
La actividad comercial y los beneficios que brindan se ven también a nivel corporativo, las oportunidades del sector privado al desarrollar modelos de negocios que generen valor económico, ambiental y social, están reflejadas en el desarrollo de nuevas estructura, la inversión privada ha formado parte en el proceso del crecimiento de la ciudad, los proyectos inmobiliarios, urbanizaciones privadas, y oficinas, han ido en aumento, convirtiendo a la ciudad en un punto estratégico y atractivo para hacer negocios en la provincia.

## Medios de comunicación
La ciudad posee una red de comunicación en continuo desarrollo y modernización. En la ciudad se dispone de varios medios de comunicación como prensa escrita, radio, televisión, telefonía, Internet y mensajería postal. En algunas comunidades rurales existen telefonía e Internet satelitales.
- Telefonía: Si bien la telefonía fija se mantiene aún con un crecimiento periódico, esta ha sido desplazada muy notablemente por la telefonía celular, tanto por la enorme cobertura que ofrece y la fácil accesibilidad. Existen 3 operadoras de telefonía fija, CNT (pública), TVCABLE y Claro (privadas) y cuatro operadoras de telefonía celular, Movistar, Claro y Tuenti (privadas) y CNT (pública).

- Radio: Dentro de esta lista se menciona una gran cantidad de sistemas radiales de transmisión nacional y local e incluso de provincias vecinas.

- Medios televisivos: La mayoría son nacionales, aunque se ha incluido canales locales recientemente. El apagón analógico se estableció para el 31 de diciembre de 2023.[11]

## Deporte
La Liga Deportiva Cantonal de Otavalo es el organismo rector del deporte en toda el Cantón Otavalo y por ende en la urbe se ejerce su autoridad de control. El deporte más popular en la ciudad, al igual que en todo el país, es el fútbol, siendo el deporte con mayor convocatoria. Actualmente existen 2 equipos de fútbol de la ciudad, activos en la Asociación de Fútbol Profesional de Imbabura, que participan en el Campeonato Provincial de Segunda Categoría de Imbabura.

### Escenarios deportivos
El principal recinto deportivo para la práctica del fútbol es el Estadio de la Liga Deportiva Cantonal de Otavalo. Es usado mayoritariamente para la práctica del fútbol y tiene capacidad para 3.000 espectadores. Fue inaugurado el 31 de diciembre de 2006. Desempeña un importante papel en el fútbol local, ya que los clubes otavaleños como el Chivos Fútbol Club y el Club Atlético Valle del Chota hacen de locales en este escenario deportivo.
Este estadio es sede de distintos eventos deportivos a nivel local, así como es escenario para varios eventos de tipo cultural, especialmente conciertos musicales (que también se realizan en el Coliseo Francisco Páez y el Coliseo Jorge Roura de Otavalo).. El estadio también ha servido de sede para los Juegos Nacionales Deportivos en la rama del fútbol en el año 2012, también se realizó aquí la ceremonia de apertura de dichos Juegos Juveniles, todos los partidos de fútbol se realizaron sobre el césped del estadio de la Liga Cantonal de Otavalo.

## Centros de información disponibles
- Biblioteca de la Pontificia Universidad Católica del Ecuador, sede Quito.
- Biblioteca del Banco Central del Ecuador, sede Quito.
- Biblioteca del Instituto Antropológico de Otavalo, sede Otavalo.
- Biblioteca Benjamín Carrión, Casa de la Cultura Ecuatoriana, sede Quito.
- Biblioteca CODENPE, sede Quito.
- Biblioteca de la Universidad Salesiana Abyayala, sede Quito.
- Biblioteca de la Universidad Intercultural de las Nacionalidades y Pueblos Indígenas Amawtay Wasi, sede chakra Conocoto, Quito.